# 芒特霍普鎮區 (伊利諾伊州麥克萊恩縣)
芒特霍普鎮區（英語：Mount Hope Township）是位於美國伊利諾伊州麥克萊恩縣的一個行政鎮區。

## 地方資料
根據2010年美國人口普查的數據，芒特霍普鎮區的面積為126.40平方千米，當中陸地面積為126.30平方千米，而水域面積為0.10平方千米。當地共有人口1076人，而人口密度為每平方千米8.51人。